# Црква Светог архангела Гаврила у Ступници
Црква Светог архангела Гаврила у Ступници, насељеном месту на територији града Лознице, подигнута је 2001. године. Припада Епархији шабачкој Српске православне цркве.
Темељи цркве у Ступници су постављени 1997. године, звоник и кубе су дограђени 2000. године. Цркву је освештао Епископ шабачко-ваљевски Лаврентије, 5. августа 2001. године.